# San Sebastián de la Gomera (ort)
San Sebastián de la Gomera är en ort på ön Gomera som tillhör Kanarieöarna och är del av Spanien.. San Sebastián de la Gomera ligger i provinsen Provincia de Santa Cruz de Tenerife och i regionen Kanarieöarna, på den östra delen av ön och 1 800 km sydväst om huvudstaden Madrid på Spanska fastlandet. Den centrala delen av San Sebastián de la Gomera ligger i genomsnitt 8 meter över havet. Antalet invånare är 8 964..
Terrängen runt San Sebastián de la Gomera är vulkanisk och därmed bergig. San Sebastián de la Gomera är en hamnstad med havet åt öster.  San Sebastián de la Gomera är det största samhället på ön. I Atlanten runt San Sebastián de la Gomera på ön Gomera ligger resten av Kanarieöarna.

## Galleri
San Sebastián de la Gomera sedd från sydväst med vulkanen Teide på Tenerife i bakgrounden

San Sebastian de la Gomera sedd från nordväst

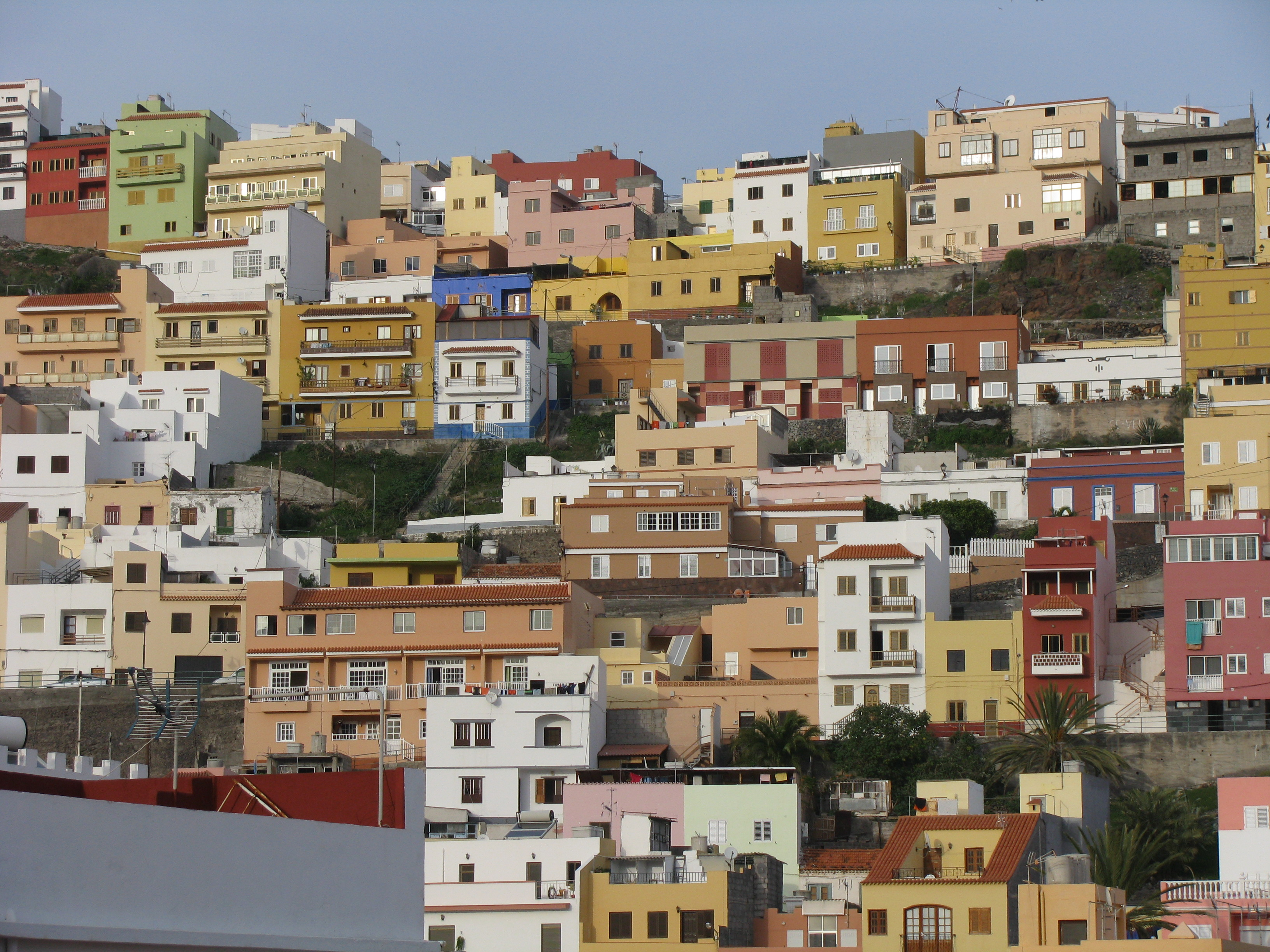
San Sebastián de La Gomera
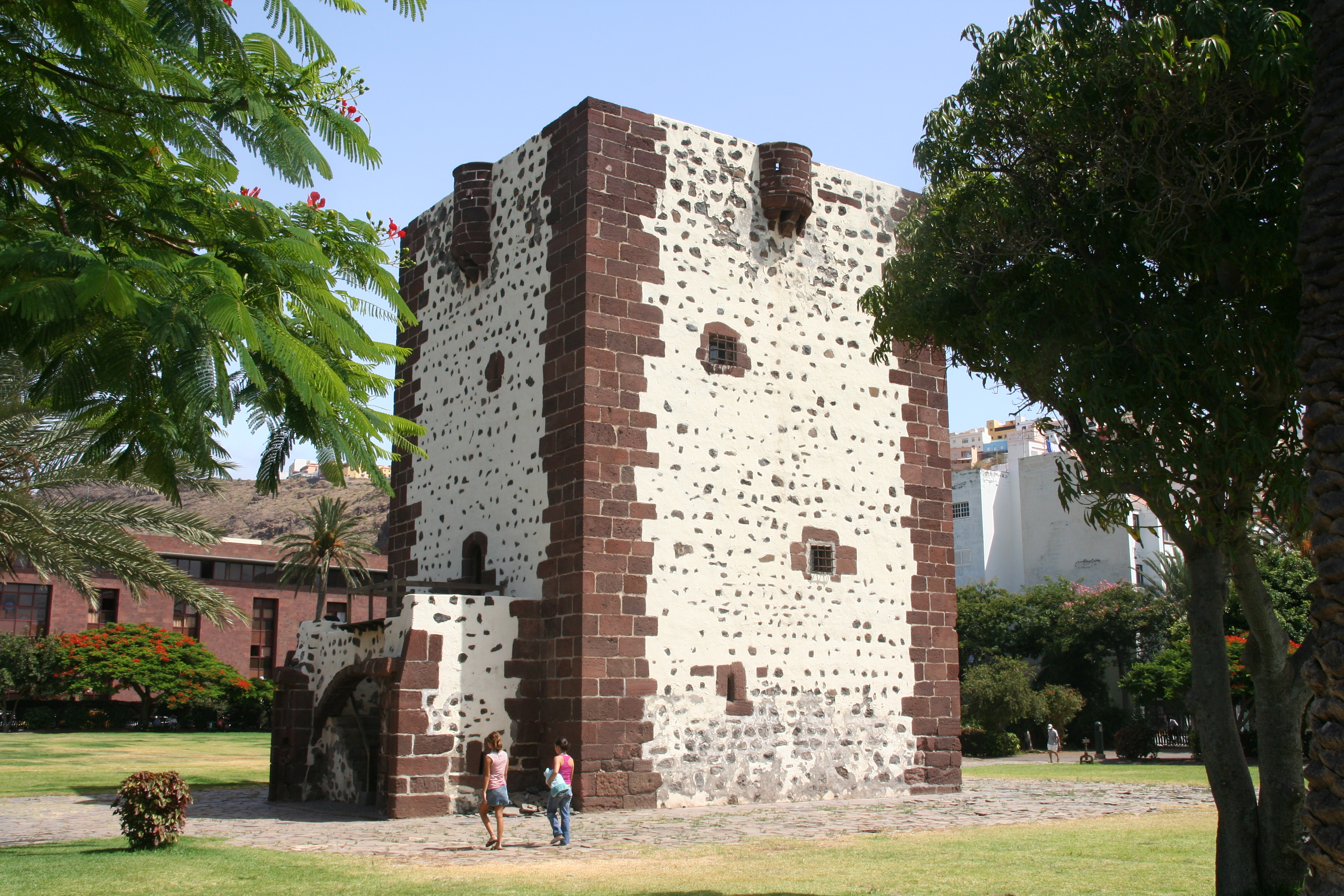
Torre del conde
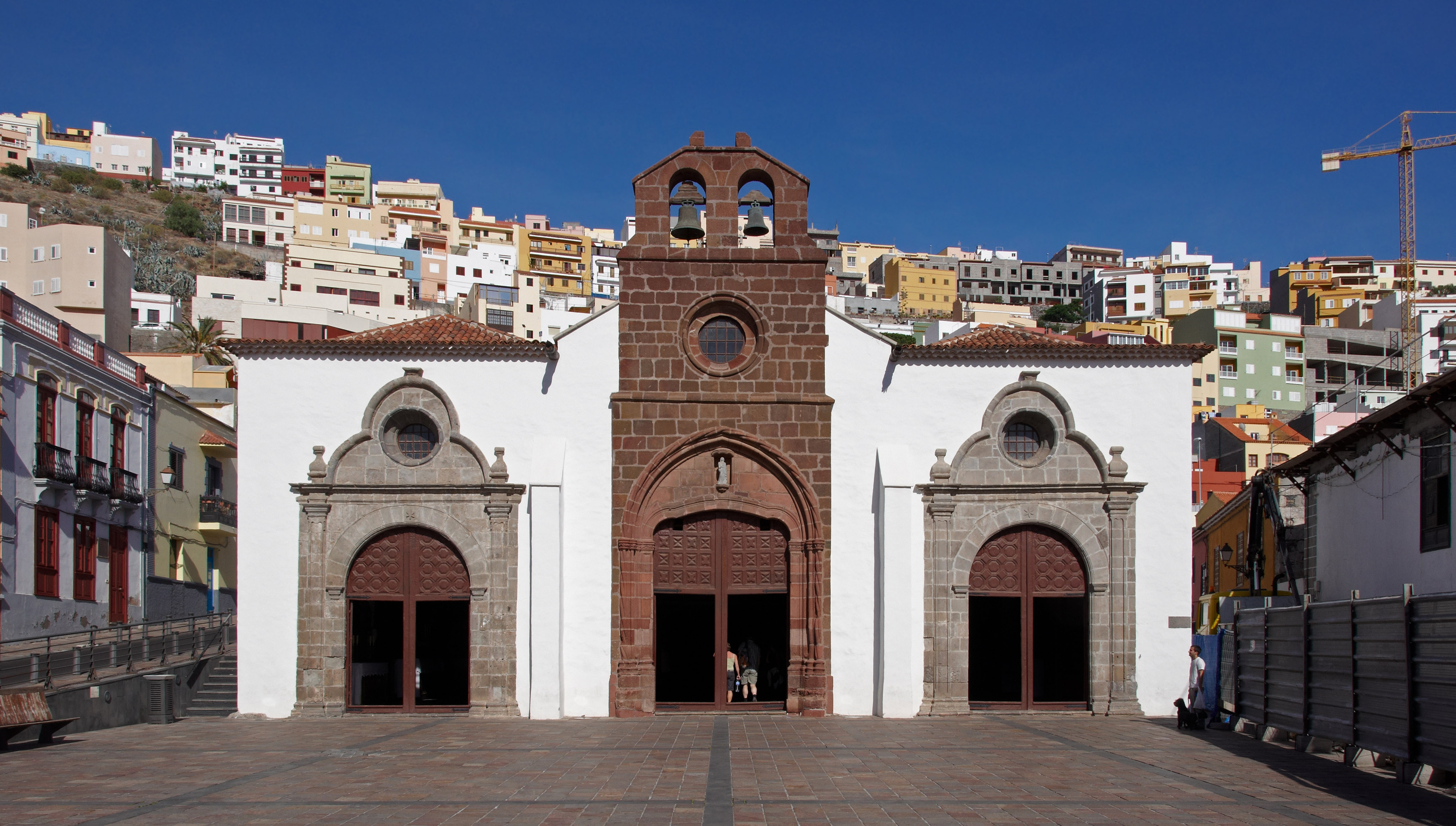
Kyrkan Iglesia de La Asunción
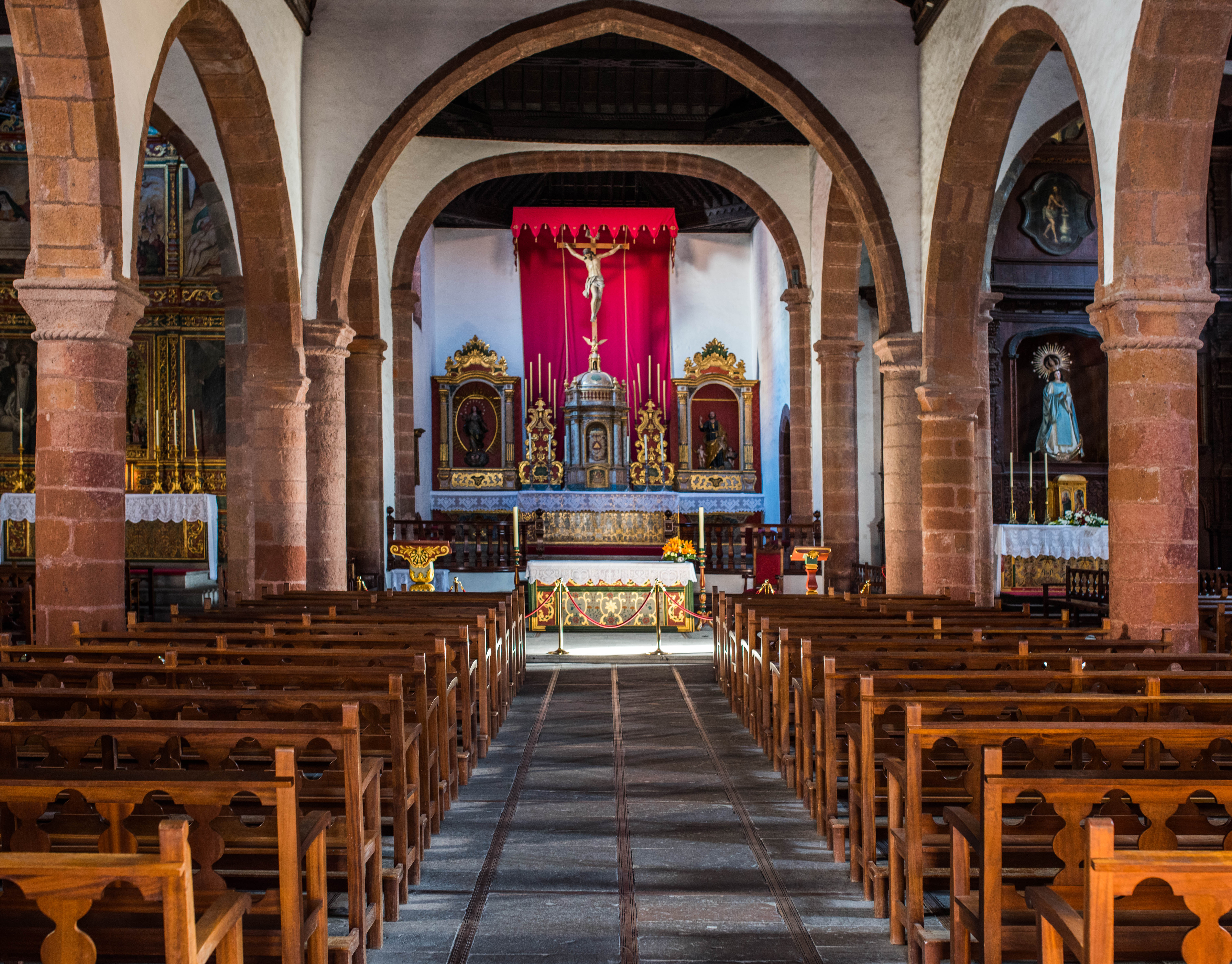
Interiör av Kyrkan Iglesia de La Asunción
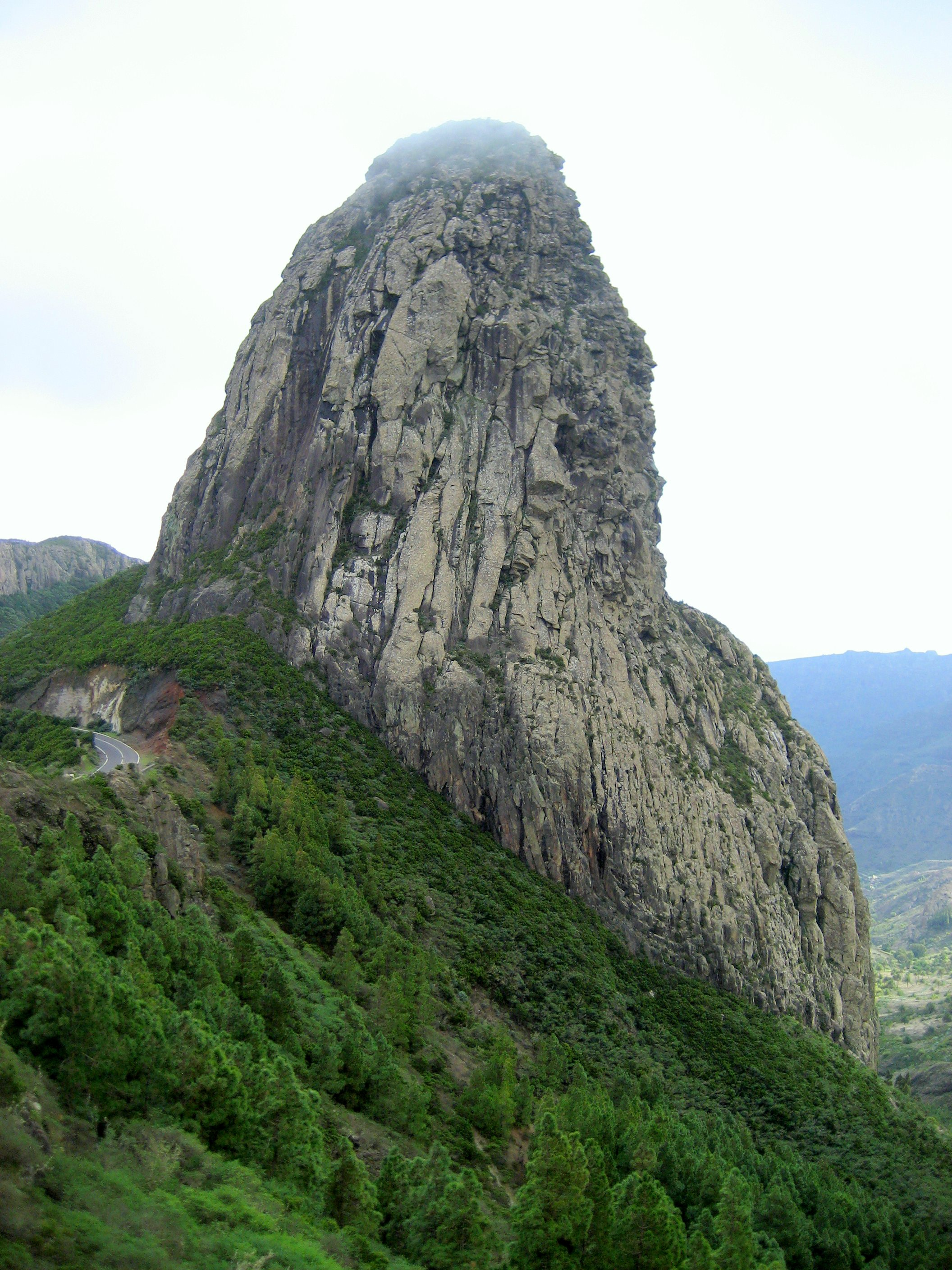
Roque de Agando
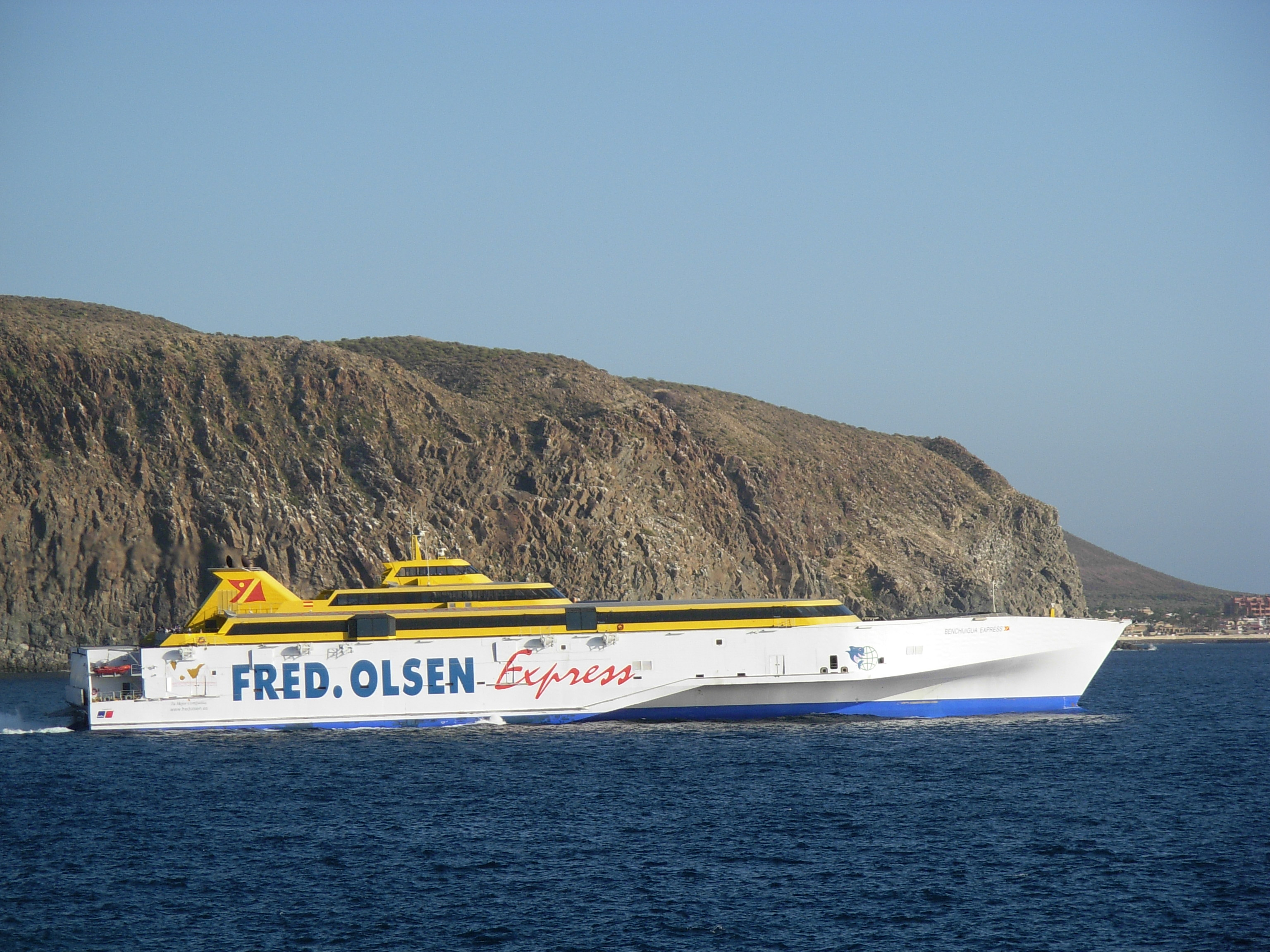
Katamaran färjan Fred Olsen Express
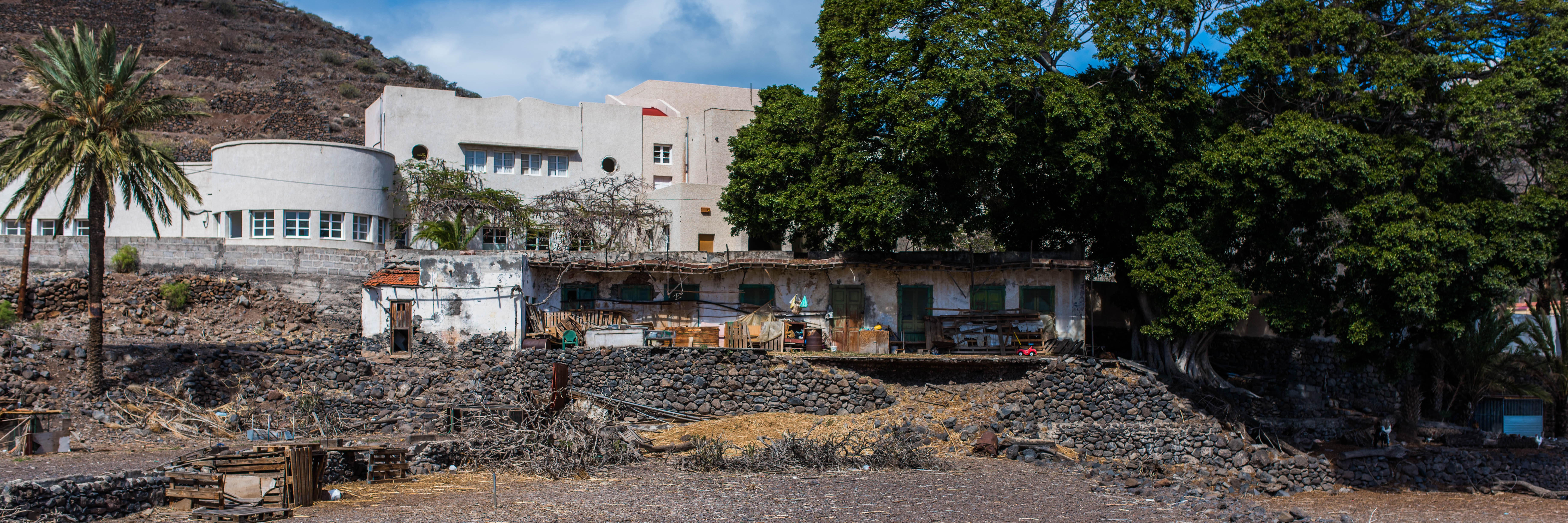
Gammalt och nytt i San Sebastian
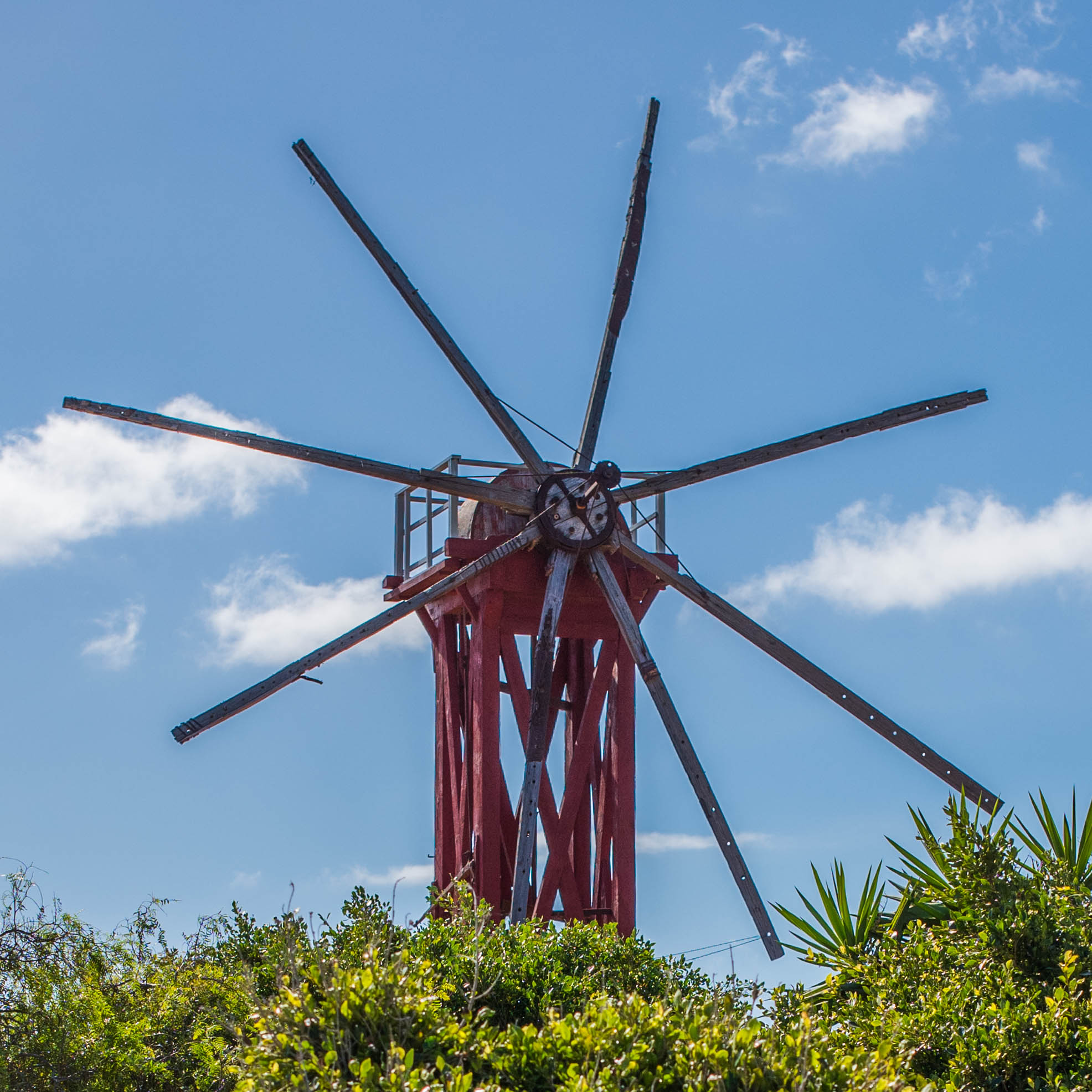
Inaktiv, vattenpumpande väder"kvarn" i San Sebastian
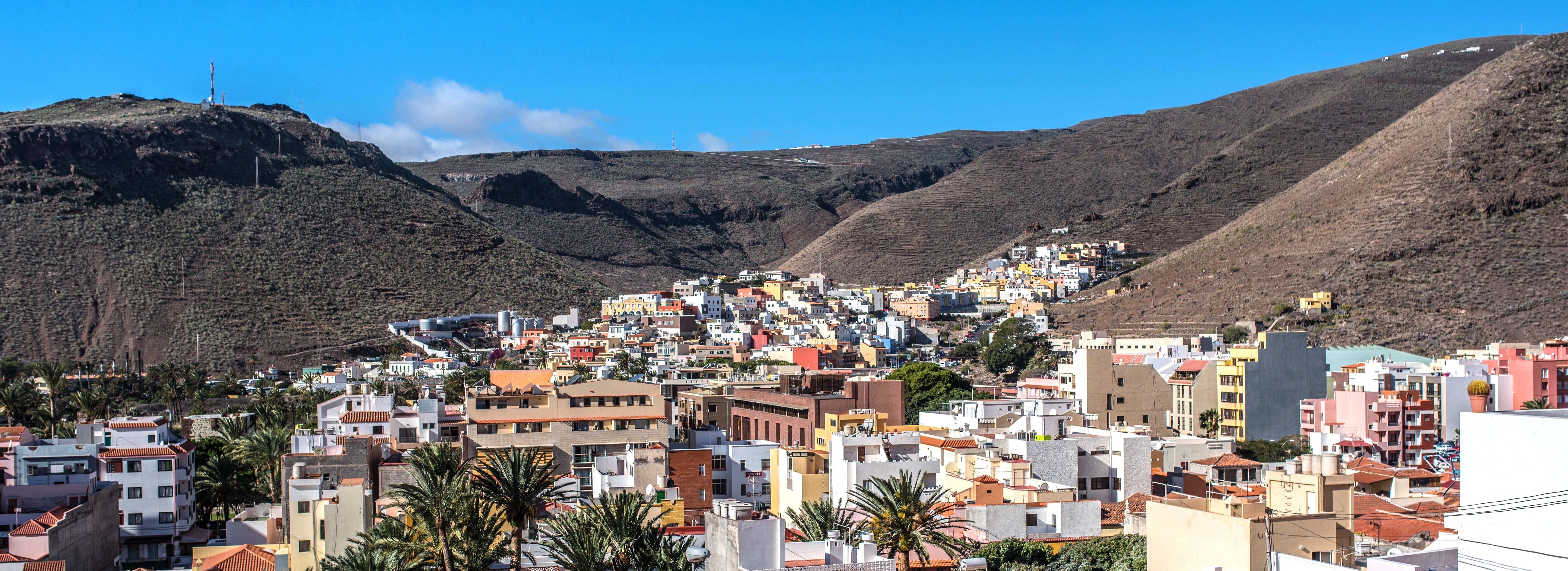
San Sebastian de la Gomera sedd från norr
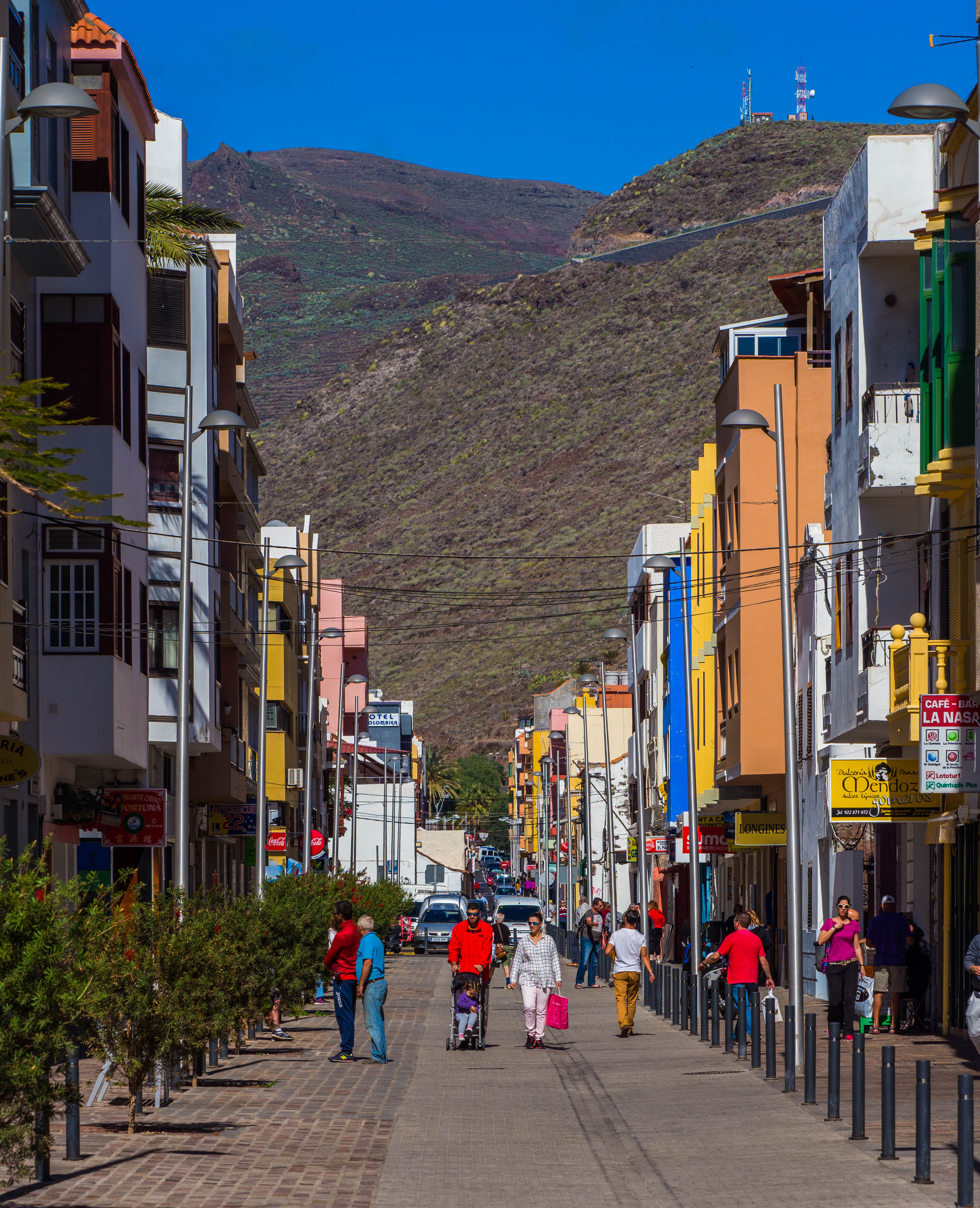
San Sebastian de la Gomera affärsgata

## Exter länkar
- Wikimedia Commons har media som rör San Sebastián de la Gomera.
- Svenskspråkiga Wikivoyage om San Sebastian de la Gomera